# 朝天峽古棧道遺址
朝天峽古棧道遺址（明月峽古棧道遺址）位於四川省廣元市朝天區朝天鎮南朝天峽東岸，始於戰國，衰落於元、明，廢於清。古驛道由青石板鋪設，尚有劍溪橋、石埡橋、清涼橋和武功橋以及護險砭（攔馬牆）、門坎石等道路設施。此外，劍門蜀道遺址尚存朝天關、飛仙關、葭萌關（亦名天雄關）、劍門關和小劍古城、漢德城、苦竹寨等城址。
1991年4月16日公佈為四川省第三批文物保護單位。2006年5月25日列為第六批全國重點文物保護單位。
劍門蜀道遺址·明月峽古棧道遺址（朝天區）保護範圍：東至朝天關關口（含古今牛驛道、朝天關）;南至常家溝;西至寶成線路基;北至明月峽地名碑北100米。建設控制地帶：東至朝天關關口東500米；南至常家溝以原108線為中心，向東延500米處，向西延至嘉陵江；西至火焰山山頂；北以明月峽地名碑往北200米，以原108線為中心，向東至朝天嶺外延500米，向西延至嘉陵江。